# Bobby Vinton
Pour les articles homonymes, voir Vinton.
Bobby Vinton, de son vrai nom Stanley Robert Vintula, né le 16 avril 1935 à Canonsburg, en Pennsylvanie, est un chanteur américain d'origine polonaise.

## Biographie
Assez peu connu en France, Bobby Vinton est pourtant un artiste de variétés de premier plan aux États-Unis. Le magazine Billboard l’a désigné comme « le chanteur romantique qui a remporté le plus de succès de toute l'histoire du rock ». De 1962 à 1972, Bobby Vinton est même l'artiste solo qui a obtenu le plus grand nombre de no 1 aux États-Unis, soit 4 au total.
En 1960, Bobby Vinton enregistre sa première chanson avec Epic Records : A Young Man With a Big Band. Après deux albums et plusieurs singles qui se vendent mal, Epic est prêt à rompre son contrat avec Vinton lorsque sa chanson Roses Are Red (My Love) devient numéro 1 pendant quatre semaines au fameux Billboard Hot 100. En 1963, sa plus célèbre chanson Blue Velvet devient aussi no 1 et vingt trois ans plus tard David Lynch intitulera son film Blue Velvet en hommage à cette chanson qui a marqué son adolescence. En 1964, Vinton place deux nouveaux hits en première position des charts américain, There! I've Said It Again et Mr. Lonely.
Dans les années 1970, le « Prince Polonais » (c'est son surnom en raison de son origine polonaise) continue d'occuper la tête du Top 40, avec notamment Every Day of My Life et le sublime Sealed With a Kiss. En 1972, la compagnie Epic Records le considère comme « fini » et décide de mettre un terme à son contrat. Avec l’énergie du désespoir, Vinton dépense alors 50 000 dollars de sa poche pour enregistrer une chanson partiellement en polonais : My Melody of Love. Après que sept majors aient refusé sa chanson, ABC Records acquiert les droits et la chanson se vend à des millions d’exemplaires en 1974. Un album d’or, Melodies of Love, suit avec autant de succès.
Sur l’ensemble de sa carrière Vinton a vendu plus de 75 millions de disques et il continue de se produire sur scène avec des salles combles.

## Cinéma
Dans les années 70, Bobby Vinton a également joué dans deux films avec John Wayne : Big Jake et The Train Robbers.

## Distinctions et récompenses
Bobby Vinton a son étoile sur le Hollywood Walk of Fame au 6916 Hollywood Boulevard.

## Vie privée
Il a épousé Dolly Dobbins le 17 décembre 1962 ; ensemble ils ont cinq enfants.
Un de ses fils, Robbie Vinton, apparaît dans le rôle de son père dans le film Les Affranchis (Goodfellas) de Martin Scorsese.

## Postérité
- Sa chanson There I've Said It Again fut le dernier hit américain classé no 1 avant l'invasion de la pop anglaise.
- Sa reprise de Blue Velvet est devenue culte. En 1986, la chanson incarne l'esprit à la fois élégant et sombre du film de même nom de David Lynch. La chanson est aussi présente dans L'Énergie des Bleus, un spot publicitaire de GDF Suez, partenaire officiel de l'équipe de France pour la Coupe du monde de football de 2010[2].
- Le chanteur Akon a samplé la chanson Mr. Lonely dans le titre Lonely.
- Sa version de la chanson Blue Moon a été utilisée en 1981 pour le film Le Loup-garou de Londres de John Landis.

## Discographie
Studio albums
- 1961: Dancing at the Hop
- 1961: Bobby Vinton Plays for His Li'l Darlin's
- 1962: Roses Are Red (US #5)
- 1962: Bobby Vinton Sings the Big Ones (US #137)
- 1963: The Greatest Hits of the Golden Groups
- 1963: Blue on Blue (ressorti comme Blue Velvet après le succès du hit du même nom) (US #10)
- 1964: There! I've Said It Again (US #8)
- 1964: Tell Me Why (US #31)
- 1964: A Very Merry Christmas (US #13)
- 1964: Mr. Lonely (US #18)
- 1965: Bobby Vinton Sings for Lonely Nights (US #116)
- 1965: Drive-In Movie Time
- 1966: Bobby Vinton Sings Satin Pillows and Careless (US #110)
- 1966: Country Boy
- 1967: Bobby Vinton Sings the Newest Hits
- 1967: Please Love Me Forever (US #41)
- 1968: Take Good Care of My Baby (US #164)
- 1968: I Love How You Love Me (US #21)
- 1969: Vinton (US #69)
- 1970: My Elusive Dreams (US #90)
- 1970: Sounds of Love (on sax)
- 1972: Ev'ry Day of My Life (US #72)
- 1972: Sealed With a Kiss (US #77)
- 1974: Melodies of Love (US #16)
- 1974: If That's All I Can
- 1974: With Love (US #109)
- 1975: Heart of Hearts (US #108)
- 1975: The Bobby Vinton Show (US #161)
- 1976: Serenades of Love
- 1976: Party Music ~~ 20 Hits
- 1977: The Name Is Love (US #183)
- 1979: 100 Memories
- 1980: Encore
- 1987: Santa Must Be Polish
- 1988: Bobby Vinton
- 1989: Timeless
- 1990: Great Songs of Christmas
- 1992: As Time Goes By (Bobby Vinton and George Burns album) (avec George Burns)

Live albums
- 1966: Live at the Copa

## Filmographie

### Cinéma
- 1964 : Surf Party (en) de Maury Dexter  : Len Marshal
- 1971 : Big Jake : Jeff McCandles
- 1973 : Les Voleurs de trains (The Train Robbers) : Ben Young

### Télévision
- 1965 : The Patty Duke Show (Série TV) : George Reynolds
- 1980 : The Gossip Columnist (Téléfilm) : Marty Kaplan
- 1980 : Pink Lady (Série TV) : Bobby Vinton
- 1983 : Boone (Série TV) : Bobby Gaines
- 1985 : Benson (Série TV) : Bobby Vinton
- 1997 : Coach (Série TV) : Bobby Vinton